# Квоуг (Њујорк)
Квоуг (енгл. Quogue) град је у америчкој савезној држави Њујорк.

## Демографија
По попису из 2010. године број становника је 967, што је 51 (-5,0%) становника мање него 2000. године.
| Група             | 2000.       | 2010.       |
| Белци             | 922 (90,6%) | 859 (88,8%) |
| Афроамериканци    | 45 (4,4%)   | 17 (1,8%)   |
| Азијати           | 4 (0,4%)    | 10 (1,0%)   |
| Хиспаноамериканци | 28 (2,8%)   | 58 (6,0%)   |
| Укупно            | 1.018       | 967         |